# Jean-Louis Vinciguerra
Pour les articles homonymes, voir Vinciguerra.
Jean-Louis Vinciguerra est un administrateur français de société né le 31 mars 1944 à Casablanca.

## Biographie
D'origine corse, Jean-Louis Marcel Vinciguerra naît le 31 mars 1944 à Casablanca, au Maroc.

### Formation
Il étudie dans l’école parisienne, Louis Le Grand. Il est diplômé de l'Institut d'études politiques de Paris (section Service public, promotion 1968) et de la Harvard Business School. Il échoue deux fois au concours d'admission à l'E.N.A.

### Carrière
Il commence chez Pechiney à vingt-cinq ans, en 1971, pour gérer, comme secrétaire du comité idoine, la fusion avec Ugine-Kuhlmann.
Il devient CEO de American National Can.
En 1993, il est associé-gérant chez Rothschild & Cie, avant de revenir — sur l'instance de Jean Gandois — chez Pechiney l'an suivant comme numéro deux. Remercié dès 1994 par le nouveau directeur général, Jean-Pierre Rodier, il passe successivement chez Barclays de Zoete Wedd (BZW), Barclays et Indosuez.
En septembre 1998, il est nommé par Michel Bon directeur exécutif des ressources humaines et financières de France Télécom, avant de se débarrasser des ressources humaines dix-huit mois plus tard. Ayant mené une gestion controversée, avec à son bilan en 2002 une dette d'environ soixante-dix milliards de francs, soit, d'après Le Monde, la plus grosse « qu'une entreprise n'ait jamais cumulée », il est surnommé « Le Mozart de la finance » ou « Vinci ». Quelques mois après la démission de Michel Bon, il est contraint de quitter France Télécom à son tour.
En avril 2002, une de ses propriétés, située à Pianottoli-Caldarello, en Corse-du-Sud, est victime d’un attentat,  plastiquée.
Conseiller financier principal du fonds Aga-Khan pour le développement économique (2003-2014), il est ensuite, dans les années 2010, président du comité d'investissement de Greenwish Africa REN.

## Décoration
- Chevalier de la Légion d'honneur (2000)[9]